# Schleifreisen

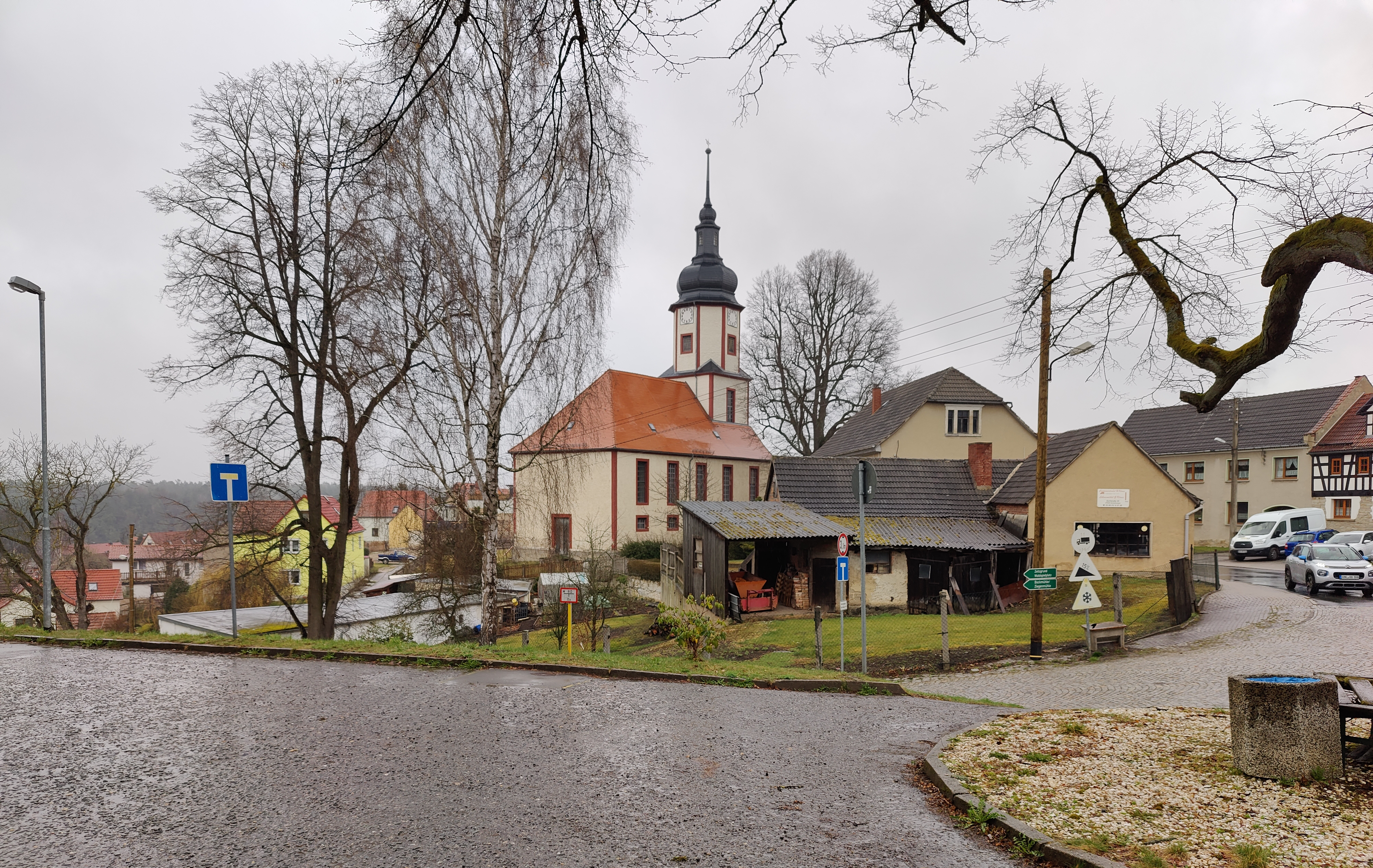
Schleifreisen mit Dorfkirche

Schleifreisen ist eine Gemeinde im thüringischen Saale-Holzland-Kreis und Teil der Verwaltungsgemeinschaft Hermsdorf.

## Geografie
Schleifreisen liegt auf einem Hochplateau, zwei Kilometer westlich von Hermsdorf und unmittelbar nordwestlich des Hermsdorfer Kreuzes, welches sich zum Teil im Gemeindegebiet befindet. Die Gemarkung des Dorfes wird westlich und nördlich vom Zeitzgrund begrenzt, in dem der Zeitzbach verläuft. Die Gemeinde hat Flächenanteile am FFH-Gebiet Zeitzgrund – Teufelstal – Hermsdorfer Moore.

## Geschichte
Am 13. August 1351 wurde Schleifreisen erstmals urkundlich genannt. Der Ort gehörte von 1433 bis 1655 den Herren zu Lichtenhain, danach zu derer von Brand.
Während des Dreißigjährigen Krieges brach im Ort die Pest aus. Von 1618 an prozessierten die Schleifreisener Bauern vor dem Hofgericht Jena gegen Frondienste an ihren Lehnsherren. Das Verfahren endete 1621 mit einem Vergleich. 1856 wurden die Frongelder endgültig abgeschafft.
1996 trat die Gemeinde der Verwaltungsgemeinschaft Hermsdorf bei.

## Politik
Die ehrenamtliche Bürgermeisterin Jaqueline Wulf wurde am 5. Juni 2016 wiedergewählt.
Der Gemeinderat besteht aus sechs Mitgliedern. Alle werden von der Wählergemeinschaft Bürger für Schleifreisen gestellt.

## Kultur und Sehenswürdigkeiten

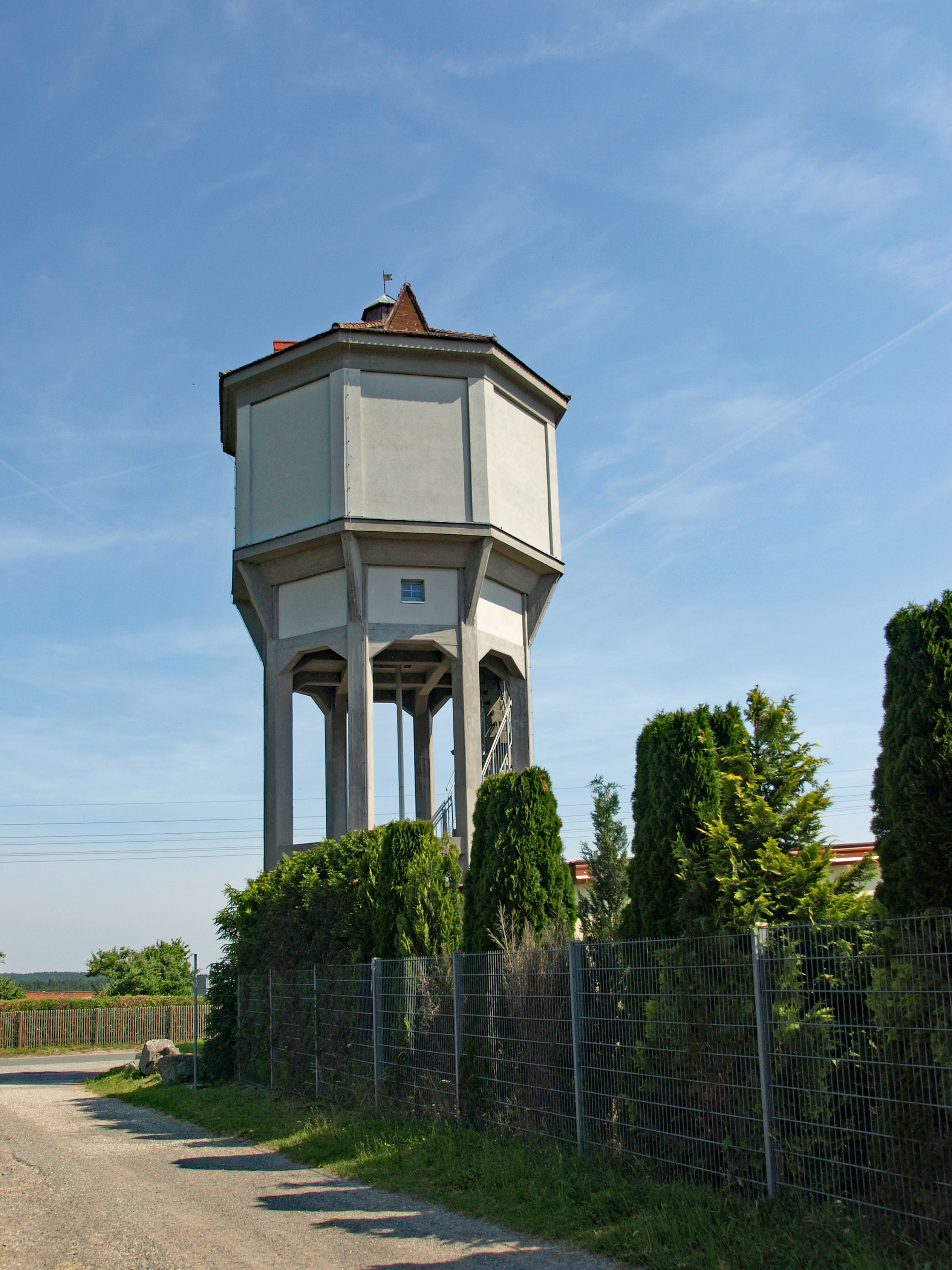
Wasserturm

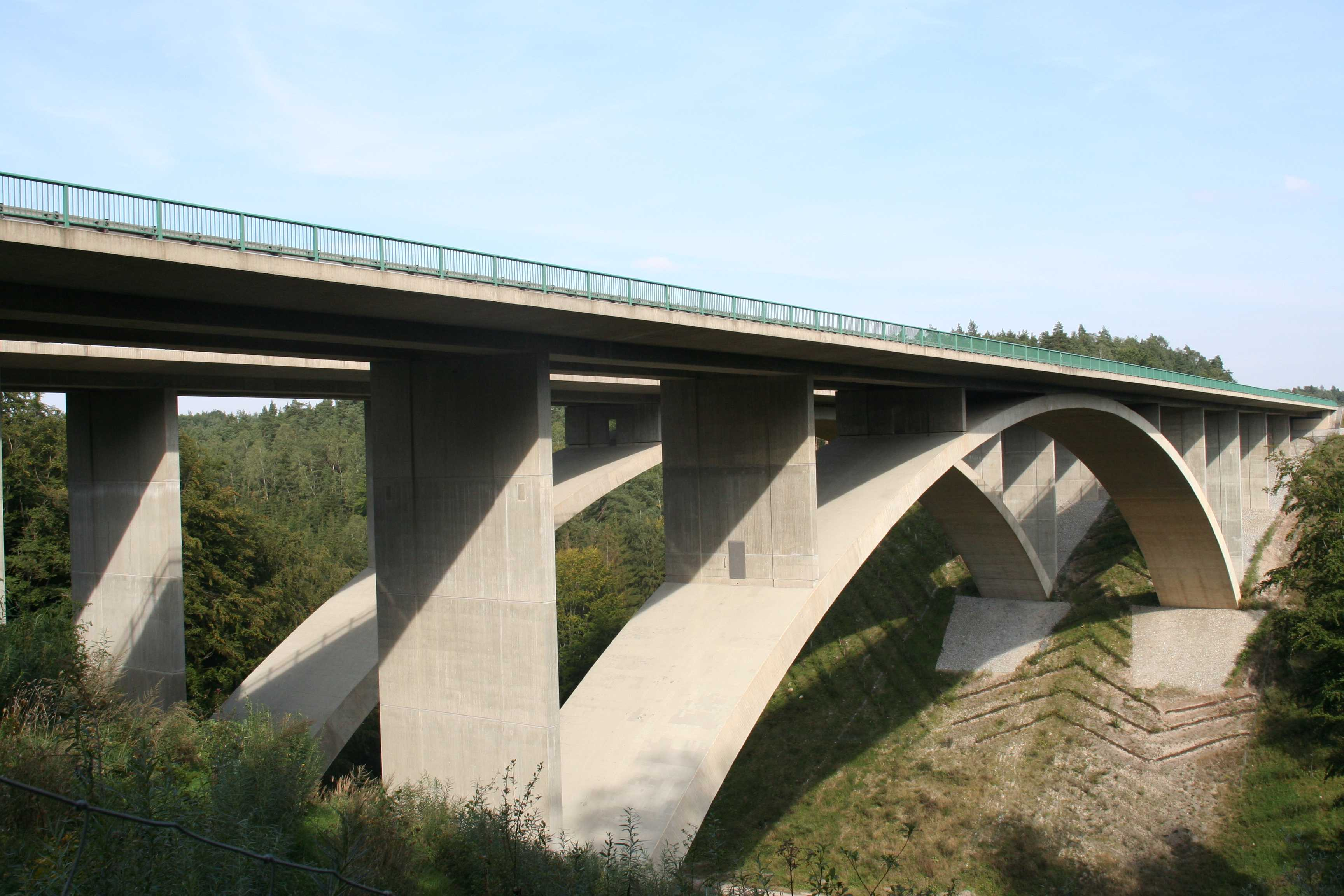
Teufelstalbrücke

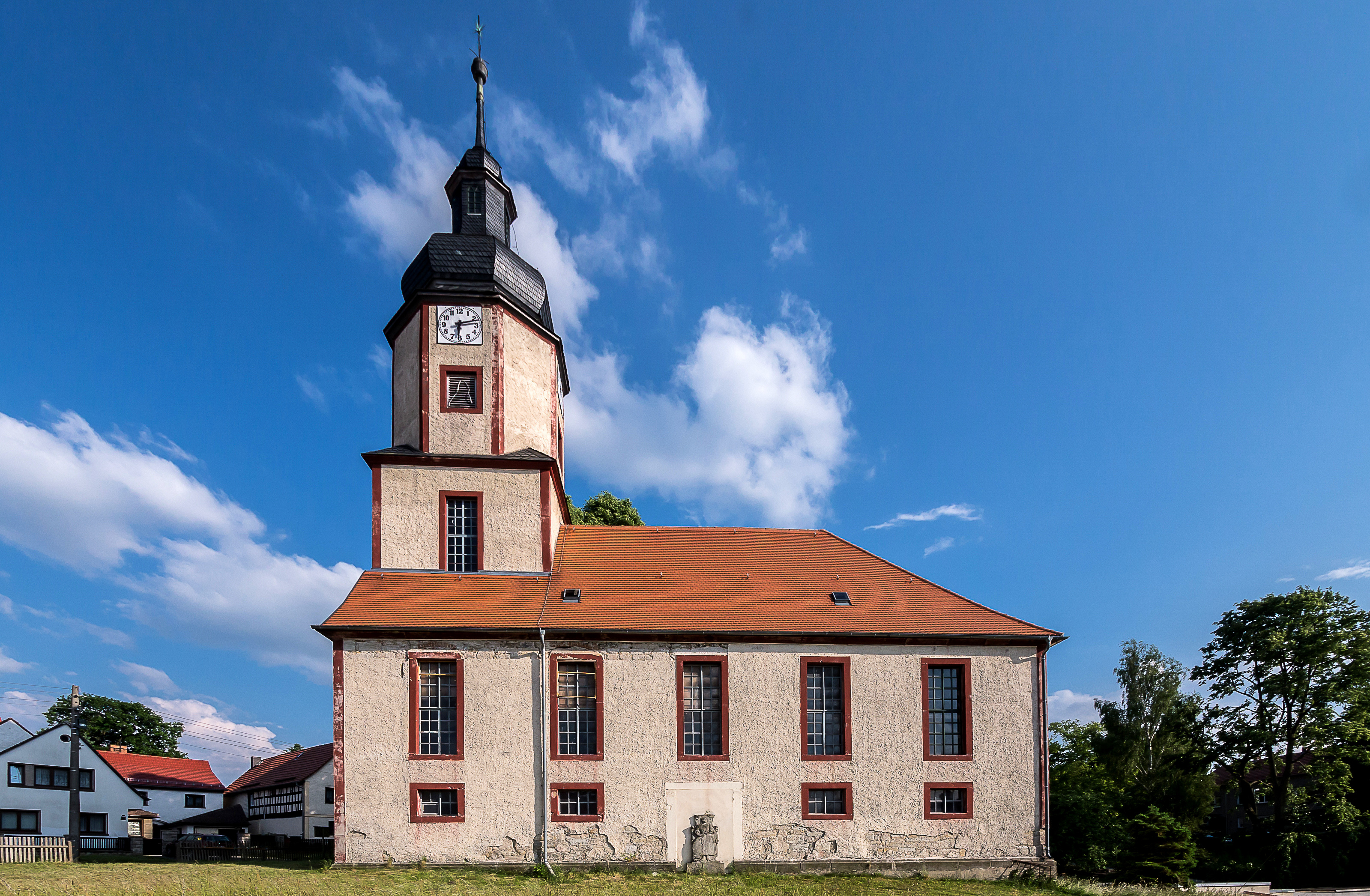
Kirche Schleifreisen

### Sehenswürdigkeiten und Tourismus
- Die Dorfkirche Schleifreisen wurde 1769/70 an Stelle ihres baufälligen Vorgängers St. Jacobus erbaut.
- Weithin sichtbar ist der Wasserturm Schleifreisen am Ortseingang. Er wurde 1929 errichtet, um den Ort an die öffentliche Wasserversorgung anzuschließen. Mit einem Fassungsvermögen von 160 m³ dient der 2008/09 grundhaft sanierte Turm heute als Löschwasserreservoir.
- Der Zeitzgrund mit der Bock- sowie Ziegenmühle im Norden der Gemeinde, das Hasental sowie das Teufelstal mit der Teufelstalbrücke, zur Zeit des Baus eine der weltweit größten Brücken, gehören zur touristisch attraktiven Umgebung des Ortes.

### Regelmäßige Veranstaltungen
Seit 2002 findet jährlich im August der durch Schleifreisen führende Volkslauf „Hasentallauf“ statt.

## Wirtschaft
Der Ort hat ein 7,27 ha großes Gewerbegebiet. Im Ort selbst sind mehrere Handwerker verschiedener Gewerke ansässig.